# 大界之战
大界之战，389年（前秦太初四年、后秦建初四年），后秦两次袭击前秦辎重之地大界（今陕西彬县、甘肃泾川县之间）的作战。
389年三月，前秦皇帝苻登把辎重留在大界，自率万余轻骑攻克安定（今甘肃泾川北泾河北）羌密造堡。五月，苻登又发兵进攻后秦，后秦屡战屡败。后秦皇帝姚苌为挽回败局，派其子中军将军姚崇偷袭大界，但苻登预先察觉，于是将计就计，在安丘（今甘肃灵台境）拦击，大败姚崇，俘获及斩首二万五千人。七月，苻登乘胜攻克平凉（今甘肃省华亭县西）。八月，苻登又据守苟头原（今甘肃泾川西北）进逼安定，姚苌想要以智谋取胜，留尚书令姚旻守安定，自率三万轻骑乘夜再袭前秦辎重之地，攻克大界，杀前秦毛皇后及苻登之子南安王苻尚，擒获名将数十人，驱掠男女五万余人而还。